# Manuel Astorga
Manuel Astorga Carreño, né le 15 mai 1937 à Iquique au Chili, est un footballeur international chilien, qui évoluait au poste de gardien de but.

## Biographie

### Carrière en club
Avec l'Universidad de Chile, il remporte cinq championnats du Chili.

### Carrière en sélection
Avec l'équipe du Chili, il joue 30 matchs (pour aucun but inscrit) entre 1960 et 1970. 
Il figure dans le groupe des sélectionnés lors de la Coupe du monde de 1962. Il ne joue aucun match lors de la phase finale de cette compétition, mais dispute deux matchs comptant pour les tours préliminaires de la coupe du monde 1966.

## Palmarès
Universidad de Chile
- Championnat du Chili (5) :
  - Champion : 1959, 1962, 1964, 1965 et 1967.
  - Vice-champion : 1957, 1961 et 1963.